# La nona sinfonia
La nona sinfonia (Schlußakkord) è un film del 1936 diretto da Detlef Sierck (Douglas Sirk).
Il film venne presentato in concorso alla Mostra del Cinema di Venezia nello stesso 1936.

## Trama
Hanna Müller, insieme al marito, commette una frode assicurativa ma viene scoperta. Per evitare il processo, i due decidono di fuggire negli Stati Uniti lasciando il figlio Peter in un orfanotrofio in Germania. Qui il celebre direttore d'orchestra Erich Garvenberg si dedica completamente al lavoro e la moglie Charlotte, sentendosi trascurata, cede alle lusinghe di un sedicente astrologo occultista. Nella speranza di riconquistare sua moglie, Garvenberg decide di adottare un bambino. 
La Müller, che non ha mai smesso di pensare al figlio abbandonato, torna in Germania dopo il suicidio di suo marito e, recatasi all'orfanotrofio, viene a sapere che il piccolo Peter è stato adottato dal musicista e si presenta a casa di quest'ultimo offrendosi come governante ma senza rivelare che è la madre biologica del bambino. Intanto, nonostante l'adozione, il rapporto tra Garvenberg e sua moglie continua a naufragare ma Hanna si rivela un'ottima governante, Peter comincia a volerle bene e anche il capofamiglia sviluppa verso di lei un sentimento che è più di una stima. Charlotte sospetta che fra i due vi sia una relazione, prende informazioni e scopre chi è Hanna e perché aveva dovuto lasciare la Germania. La donna viene immediatamente licenziata ma, disperata, torna per rapire suo figlio e trova la padrona di casa morta per overdose di morfina.
Visto il suo passato torbido, la polizia fa ricadere il sospetto di omicidio sulla governante che, di conseguenza, viene arrestata e interrogata. Nel successivo processo, tuttavia, attraverso la testimonianza della signora Freese, l'altra governante di casa Garvenberg, si scopre che Hanna non è responsabile della morte di Charlotte. La stessa Charlotte infatti faceva uso di stupefacenti per sfuggire alla vita che per lei non aveva più gioie e aveva progettato il suicidio delusa dalla vita matrimoniale e ricattata dall'amante occultista. Hanna Müller viene così scagionata e il direttore d'orchestra può finalmente sposarla

## Produzione
Il film fu prodotto dall'Universum Film (UFA).

## Distribuzione
Distribuito dall'Universum Film (UFA), il film fu presentato in prima a Dresda il 27 giugno e quindi, il 24 luglio 1936, a Berlino. Nello stesso anno, il 9 settembre, fu fatto uscire negli Stati Uniti con il titolo Final Accord.